# Aleksander Nikolajevič Skrinski
Aleksander Nikolajevič Skrinski [aleksánder nikolájevič skrínski] (rusko Алекса́ндр Никола́евич Скри́нский), ruski fizik, * 15. januar 1936, Orenburg, Sovjetska zveza (sedaj Rusija).
Skrinski je napisal dela s področja fizike visokih energij, fizike in tehnike pospeševanja nabitih delcev in pospeševalnikov, sinhrotronskega sevanja. Je eden od avtorjev metode protismernih svežnjev.
Bil je dolgoletni direktor Budkerjevega inštituta za jedrsko fiziko v Akademgorodku (1977-2015) kot naslednik njegovega ustanovitelja, Gerša Budkerja. 